# U2
U2は、アイルランドのロックバンドである。『グラミー賞』22回受賞（46回ノミネート）、アーティストグループでのグラミー賞世界最多受賞記録を保持している。

## 概要
1980年のデビューから現在に至るまで活動休止は勿論、オリジナル・メンバーの脱退や変更もなく活動しており、これまでに発表した作品は世界中のファンから支持されており数多くの賞を受賞している。
中でもグラミー賞獲得数22作品は“ロック・バンド史上最多”且つ、“グループアーティスト史上最多”となっている。2005年には「ロックの殿堂」入りもしている。
世界に渦巻く社会問題を楽曲のテーマとしている。宗教紛争や反核運動、アパルトヘイトなどの人権問題、薬物依存症などについてメッセージ性の強い曲を発表、チャリティー・イベントにも積極的に参加している。特に、メンバーの中でボノはアフリカの貧困救済やアムネスティ・インターナショナル、ジュビリー2000、ONE Campaignなどの慈善事業に深く関わっており、2006年にはアフリカの後天性免疫不全症候群（AIDS）対策プログラム支援ブランド「RED」を設立するなど、人権と社会正義のために運動している。
また、コンサートの規模や動員数でも世界最大・最高のバンドであり、「Vertigo Tour」は2005年のコンサート収益1位を記録。「U2 360° Tour」は、2011年のコンサート収益1位を記録し、“歴史上で最も成功したアーティストグループツアー”として認定されている。
なお、これまで1位となっていた記録も、同じくU2が1987年9月25日に「Joshua Tree Tour」のフィラデルフィア公演で樹立した86,145人となっており、U2自身が記録を塗り替えたこととなる。また、歴代動員記録の3位までをU2が独占しており、彼らの人気を改めて窺わせる結果となっている。
米経済誌フォーブスが2011年6月に発表した「世界中で最も稼いでいるミュージシャン」では、1億9,500万ドル（日本円に換算すると約156億円）になり第1位とされた。
「ローリング・ストーンの選ぶ歴史上最も偉大な100組のアーティスト」において第22位にランクインしている。
ウォール・ストリート・ジャーナルの「史上最も人気のある100のロックバンド」にて16位。
トータル・アルバム・セールスは、1億7,000万枚超と言われている。

### バンド名の由来
バンド名の由来については、アメリカの偵察機「U-2」、ドイツの潜水艦「II型Uボート」、「You too」（ファンへのシンパシーを表す）などの諸説があった。
彼らはアマチュア時代「FEEDBACK」や「THE HYPE」と名乗っていたが、アダムの知り合いのグラフィックデザイナーが考えた新バンド名案のひとつに「U2」があった。特に意味はなく、ジ・エッジは「いろいろあった候補の中で一番マシなもの」という程度で使ってみたが、時間が経つにつれどんどん好きになっていったという。ボノは「U2の魅力はその曖昧さにある。解釈の仕方は無限だろ」と語っている。アダムは文字1個に数字1個だから、ポスターの中に大きく書くことができるし、宣伝文句の中にも滑り込ませやすいと指摘している。
ちなみに、1991年発表の『アクトン・ベイビー』収録曲の「ズー・ステーション」は実在するベルリン動物園駅（ドイツ語でZoologischer Garten）を指し、この駅の路線名は「U2（地下鉄2号線）」である。

## メンバー
|                                                    |                                                           |                                                                |                                                                                              |
| ボノ （Bono） ボーカル、ギター 1960年5月10日生まれ | ジ・エッジ （The Edge） ギター、ピアノ 1961年8月8日生まれ | アダム・クレイトン （Adam Clayton） ベース 1960年3月13日生まれ | ラリー・マレン・ジュニア （Larry Mullen, Jr.） ドラムス、パーカッション 1961年10月31日生まれ |

## 来歴

### バンド結成からメジャーデビューまで
1976年、アイルランド・ダブリンのマウント・テンプル高校の掲示板にラリー・マレン・ジュニアがバンドメンバー募集の貼り紙を出した。これを知ったポール・ヒューソン（ボノ）、アダム・クレイトン、エヴァンス兄弟（兄ディック、弟デイヴ（ジ・エッジ））が集まり、5人で活動を始めたのがバンド結成のきっかけである。ドラムのラリーとギターのジ・エッジは少年の頃から演奏していたが、アダムはベースをろくに弾けず、アンプを持っているという理由でバンドに入った。ボノはギター希望だったが、楽器を持っていなかったのでボーカルになった。
当初のバンド名は「フィードバック（Feedback）」や「ザ・ハイプ（The Hype）」を経て、ディックが脱退した1978年に「U2」と決まった。その後、リムリックで行われたLimerick Civic Week Pop '78というタレントコンテストで優勝。1979年にはCBSアイルランドと契約して、「Out Of Control」「Stories For Boys」「Boy/Girl」の3曲入りシングル「スリー」をアイルランド国内で1,000枚限定でリリースし、IREチャートで19位に食い込む。1979年から1980年にかけてイギリスとアイルランドで精力的にツアーを行った結果、ついにアイランド・レコードと契約を交わした。

### 1980年 - 1983年

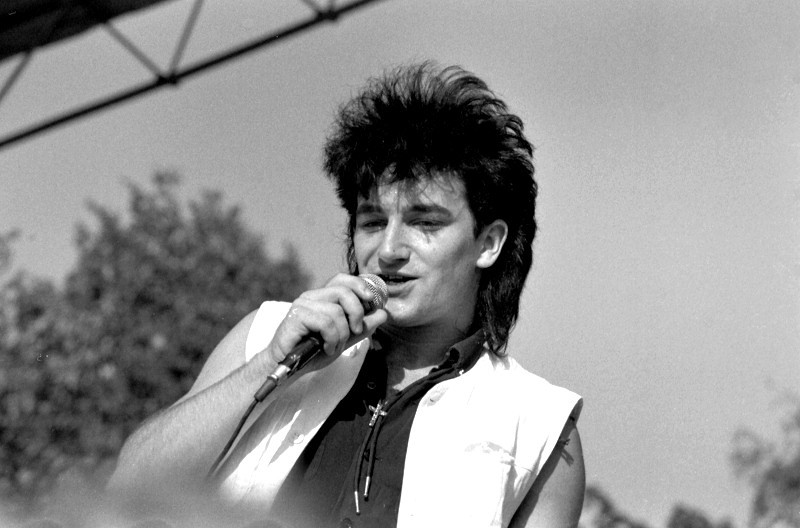
ボノ（1983年）

1980年2月、アイルランド国内でシングル「アナザー・デイ」（Another Day）を発表。5月に契約したアイランド・レコードからシングル「11オクロック・ティック・タック」（11 O'Clock Tick-Tock）でデビュー。スティーブ・リリーホワイトのプロデュースで1枚目のアルバム『ボーイ』（Boy）を発表。
1981年に2枚目のアルバム『アイリッシュ・オクトーバー』（October）、1983年に3枚目のアルバム『WAR(闘)』（War）を発表した。『WAR(闘)』のアルバムタイトルは母国アイルランドにおけるカトリックとプロテスタントの宗教対立に対して、不偏の非暴力主義をアピールしている。アルバム収録曲の「ニュー・イヤーズ・デイ」（New Year's Day）はポーランド民主化運動の独立自主管理労働組合「連帯」について取り上げた曲で、バンド初の全英シングルチャートトップ10入りとなった。「ブラディ・サンデー」（Sunday Bloody Sunday）は北アイルランド問題の「血の日曜日事件」を取り上げ、アイルランド共和軍（IRA）の活動を批判する立場を示した。このため、IRA支持者から脅迫されたこともあったという。『WAR(闘)』はバンド初の全英アルバムチャート1位を獲得し、バンドは多くの支持を集める結果になった。さらに、精力的なライブ活動などによりバンドの人気はイギリスやヨーロッパ大陸のみならず、アメリカへと拡大した。
アメリカの音楽雑誌『ローリング・ストーン』は、U2を1983年度の「最優秀バンド」に選出している。同年11月にはツアー最終公演地として日本を訪れ、初の日本公演を行った。来日時にはフジテレビ系音楽番組『夜のヒットスタジオ』に出演し、「ニュー・イヤーズ・デイ」を披露した。
社会問題や宗教観をストレートに表現する音楽スタイルは、当時のポストパンク（ニュー・ウェイヴ）と呼ばれた世代の中で異彩を放っていた。この初期3作品のディスクジャケットには、上半身裸の少年（ピーター・ローウェン）の写真が使用されている。

### 1984年 - 1989年
1984年、エチオピア飢餓救済を目指すバンド・エイドのチャリティーシングル「ドゥ・ゼイ・ノウ・イッツ・クリスマス」（Do They Know It's Christmas）にボノとアダム・クレイトンが参加。その後、ボノはアフリカ諸国の経済的自立を支援する様々な国際的プロジェクトに関与している。
1984年10月に4枚目のアルバム『焰』（The Unforgettable Fire）を発表。原題の『Unforgettable Fire』とは広島・長崎への原爆投下を生き抜いた被爆者達が描いた絵画のタイトルで、絵画を見たメンバーが感銘を受けて名づけられたものである。元ロキシー・ミュージックのブライアン・イーノと弟子のダニエル・ラノワをプロデューサーに迎えてサウンドも深化し、このコンビはその後も重要な共同作業者となる。シングル「プライド」（Pride (In The Name Of Love)）はマーティン・ルーサー・キング・ジュニア（キング牧師）へのトリビュート・ソングであり、全英シングルチャート3位のヒットとなった。
1985年にはウェンブリー・スタジアムで行われたチャリティーイベント『ライヴエイド』に出演したが、ボノが観客席に降りてしまい、3曲歌う予定が2曲で時間切れになってしまった。大舞台でアクシデントにメンバーは意気消沈したが、クイーンと並ぶ熱いパフォーマンスと称賛され、世界中にテレビ中継されたことで大ブレイクするきっかけになった。
1987年3月に5枚目のアルバム『ヨシュア・トゥリー』（The Joshua Tree）を発表。全英・全米チャート1位（全英アルバムチャート・Billboard 200）を獲得し、イギリス音楽史上最速で売れたアルバムとなり、世界各国でNo.1ヒットを記録した。シングルカットされた「ウィズ・オア・ウィズアウト・ユー」（With Or Without You）、「終わりなき旅」（I Still Haven't Found What I'm Looking For）はBillboard Hot 100で1位となった。ライブツアーの規模も、アリーナクラスからスタジアムクラスに拡大した。また、ロビー・ロバートソンのソロ・アルバム『ロビー・ロバートソン』にメンバー全員が参加した。
1988年にはアメリカツアーのドキュメンタリー映画『魂の叫び』を公開し、同名のアルバムも発表。ボブ・ディランやB.B.キング、ヴァン・ダイク・パークスらが参加した。先行シングルの「ディザイアー」（Desire）は初の全英シングルチャート1位を獲得した。1989年には2度目の日本公演が開催され、スペシャルゲストにB.B.キングを迎えて行われた。
この時期の音楽スタイルはアメリカのルーツ・ミュージックに傾倒し、ロックの源流であるブルースやゴスペル、ソウルなどブラック・ミュージックの要素が積極的に取り入れられた。

### 1990年 - 1999年

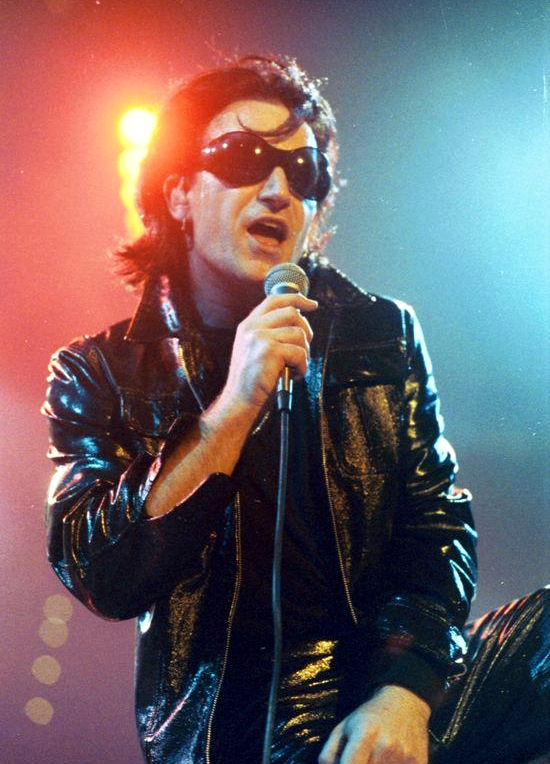
『ZOO TV TOUR』でのボノ（1992年）

東西ドイツ統一による影響のあるベルリンで制作されたアルバム『アクトン・ベイビー』（Achtung Baby）を1991年に発表。それまでのバンド・スタイルを大きく転換させ、ビッグ・ビートやテクノなどの音楽ジャンルを取り入れた内容になっている。この点についてボノは「このアルバムは4人の男がヨシュア・トゥリーを切り倒している音だ」と述べている。この音楽路線は、1993年発表の『ZOOROPA』（Zooropa）、1997年発表の『ポップ』（Pop）へと続いていく。1990年代以降ライブがより大規模になり、スタジアム・ロック・バンドとしての地位を構築していった。
1992年、グリーンピースのセラフィールド抗議活動に参加し、放射線防護服を着てビートルズの『ヘルプ!』（Help!）のジャケットを真似るパフォーマンスを行った。
1993年に『ZOO TV TOUR JAPAN』と題して東京ドームで日本公演を開催。『ZOO TV TOUR』の最終公演となった。
1995年、映画『バットマン フォーエヴァー』（Batman Forever）に主題歌「ホールド・ミー、スリル・ミー、キス・ミー、キル・ミー」（Hold Me,Thrill Me,Kiss Me,Kill Me）を提供。また、ブライアン・イーノと「パッセンジャーズ」（Passengers）名義で制作したアルバム『パッセンジャーズ：オリジナル・サウンドトラックス1』（Original Soundtracks 1）を発表。オペラ歌手ルチアーノ・パヴァロッティがフィーチャーされており、ビル・カーター制作のドキュメンタリー番組『Miss Sarajevo』を元にサラエヴォ包囲について取り上げた「ミス・サラエボ」（Miss Sarajevo）はシングルカットされた。さらに、ボノとジ・エッジは映画『007 ゴールデンアイ』（007 GoldenEye）主題歌として「ゴールデンアイ」（GoldenEye）をティナ・ターナーに提供した。
1998年には『POPMART TOUR』で来日。3月6日にボノがテレビ朝日系報道番組『ニュースステーション』に生出演し、およそ15分間に渡るインタビューに答えた。同年秋には初のベスト・アルバム『ザ・ベスト・オブU2 1980-1990』（The Best of 1980–1990）を発表する。日本ではフジテレビ系列のドラマ『眠れる森』挿入歌に「ウィズ・オア・ウィズアウト・ユー」が使用された。

### 2000年 - 2011年

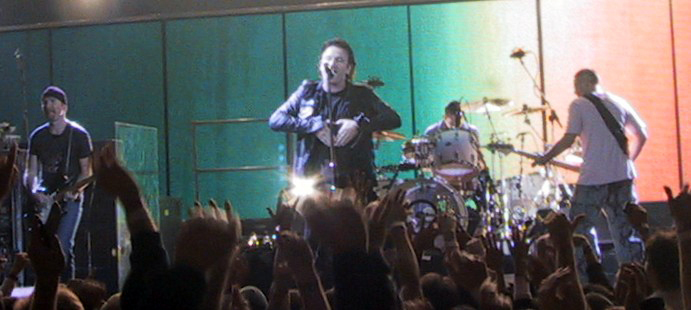
『Elevation Tour』の様子（2001年）

2000年、ボノ原作でヴィム・ヴェンダース監督による映画『ミリオンダラー・ホテル』（The Million Dollar Hotel）が公開（日本公開は2001年）。サウンドトラック制作や主題歌「ザ・グラウンド・ビニース・ハー・フィート」（The Ground Beneath Her Feet）も提供した（サルマン・ラシュディ著の同名小説中の詩に曲をつけたもの）。同年秋にはブライアン・イーノとダニエル・ラノワを再びプロデューサーに迎えたアルバム『オール・ザット・ユー・キャント・リーヴ・ビハインド』（All That You Can't Leave Behind）を発表。“原点回帰”とも言えるバンド感のあるサウンドになっており、世界的にヒットした。シングル「ビューティフル・デイ」（Beautiful Day）は、全英シングルチャート1位となった。2001年には『Elevation Tour』を開催し、地元アイルランド公演はスレイン城で開催し8万人を集めた。
2002年、『第36回スーパーボウル』のハーフタイムショーに出演。2001年9月11日に起きたアメリカ同時多発テロ事件で犠牲者となった全員の氏名をスクリーンに映し、追悼の意を表した。同年秋にはベスト・アルバム『ザ・ベスト・オブU2 1990-2000』（The Best of 1990–2000）を発表。アルバムにも収録されている新曲「ザ・ハンズ・ザット・ビルト・アメリカ」（The Hands That Built America）が映画『ギャング・オブ・ニューヨーク』（Gangs of New York）主題歌に起用された。
2003年9月から番組最終回となる2004年3月まで、テレビ朝日系報道番組『ニュースステーション』へ楽曲の使用許可を下し、オープニングテーマの「約束の地」（Where The Streets Have No Name）など、各コーナーでU2の曲が使用された。
2004年にはアルバム『原子爆弾解体新書〜ハウ・トゥ・ディスマントル・アン・アトミック・ボム』（How To Dismantle An Atomic Bomb）を発表。プロデューサーにスティーブ・リリーホワイトが復帰した。先行シングルの「ヴァーティゴ」（Vertigo）はApple「iPod」CMソング起用され、全英シングルチャート1位となった。日本でも、日本テレビ系番組『スポーツうるぐす』のテーマ曲になった。また、iTunes Store限定で『ザ・コンプリート・U2』（The Complete U2）が音楽配信された。

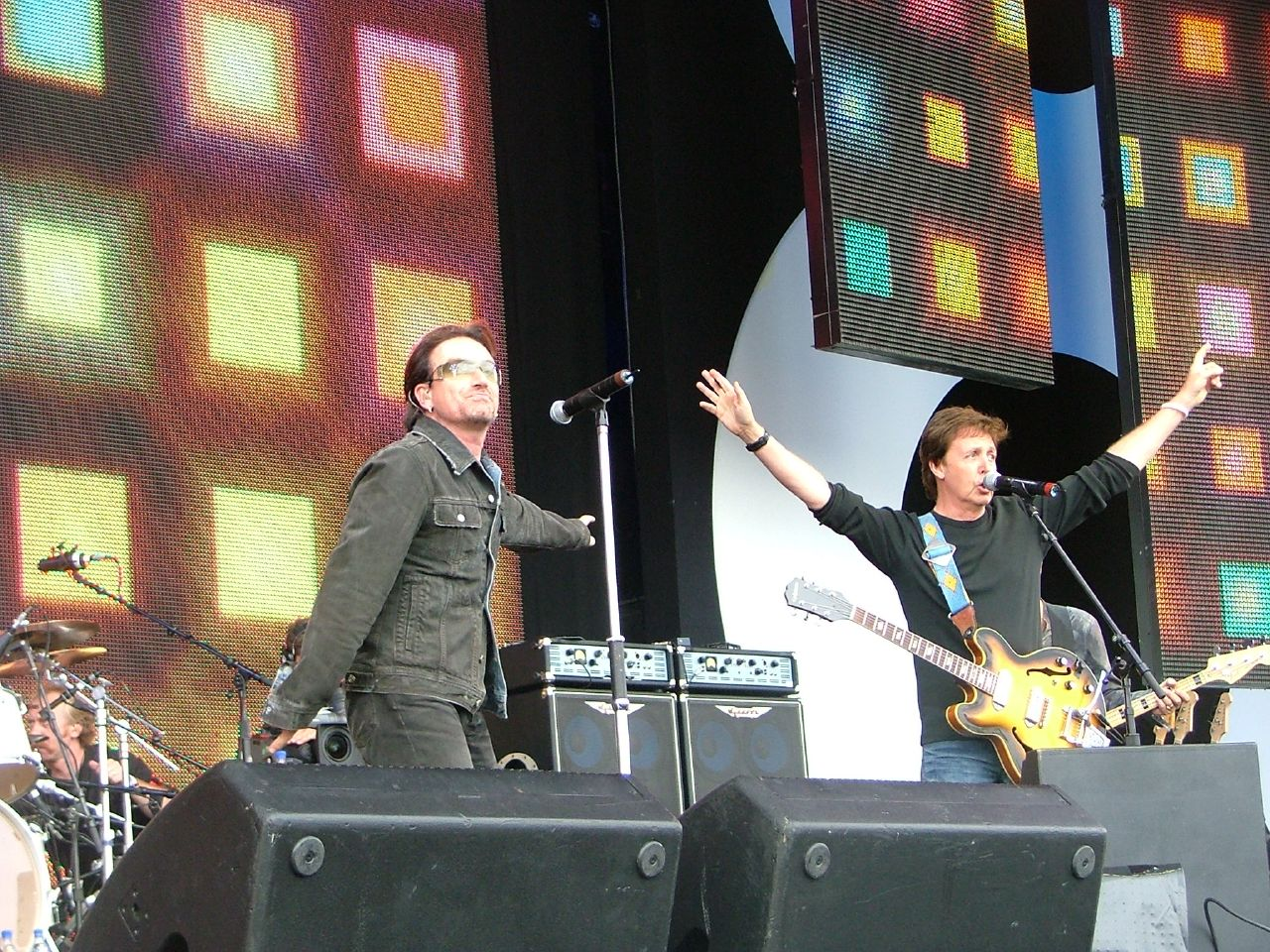
『LIVE 8』出演時のボノ（右はポール・マッカートニー）

2005年、「ヴァーティゴ」に続き「サムタイムズ・ユー・キャント・メイク・イット・オン・ユア・オウン」（Sometimes You Can't Make It On Your Own）が全英シングルチャート1位を獲得する。7月にはチャリティー・コンサート『LIVE 8』に出演した。メアリー・J. ブライジはアルバム『ザ・ブレイクスルー』でボノと「ワン」でデュエットしており、翌年にはシングルカットされて全英シングルチャート2位とヒットした。
2006年、レナード・コーエン（Leonard Cohen）のドキュメンタリー映画『アイム・ユア・マン』（I'm Your Man）サウンドトラックにレナードとコラボレーションした曲「タワー・オブ・ソング」（Tower Of Song）を提供。同年秋には前年8月に発生したハリケーン・カトリーナで被害に遭ったニューオリンズのミュージシャン達を救うため、グリーン・デイと「セインツ・アー・カミング」（Saints Are Coming。オリジナルは1978年発表のザ・スキッズ）のカバー曲を発売。すべての収益を寄付した。また、ベスト・アルバム『ザ・ベスト・オブU2 18シングルズ』（U218 Singles）を発表。同年冬には8年ぶりとなる日本公演をさいたまスーパーアリーナで行った。これは、同年春に日産スタジアムで開催予定であったライヴが、「メンバーの家族の病気」という理由により延期されたため行われた振替公演であった。来日時の11月29日にボノは安倍晋三（第90代内閣総理大臣）を表敬訪問し、総理へサングラスをプレゼント。アフリカの感染症問題に対する日本の貢献について高く評価し、今後も世界をリードすることに期待していると述べた。また、TBS系報道番組『筑紫哲也 NEWS23』ではボノがインタビューを受けた。12月1日にはテレビ朝日系音楽番組『ミュージックステーション』にはバンドで出演した。日本のテレビ番組に出演するのはボノが8年ぶり、バンドとしては23年ぶりのことであった。
2008年、『Vertigo Tour』の模様を収録した3D映画『U2 3D』を世界公開（日本公開は2009年）。

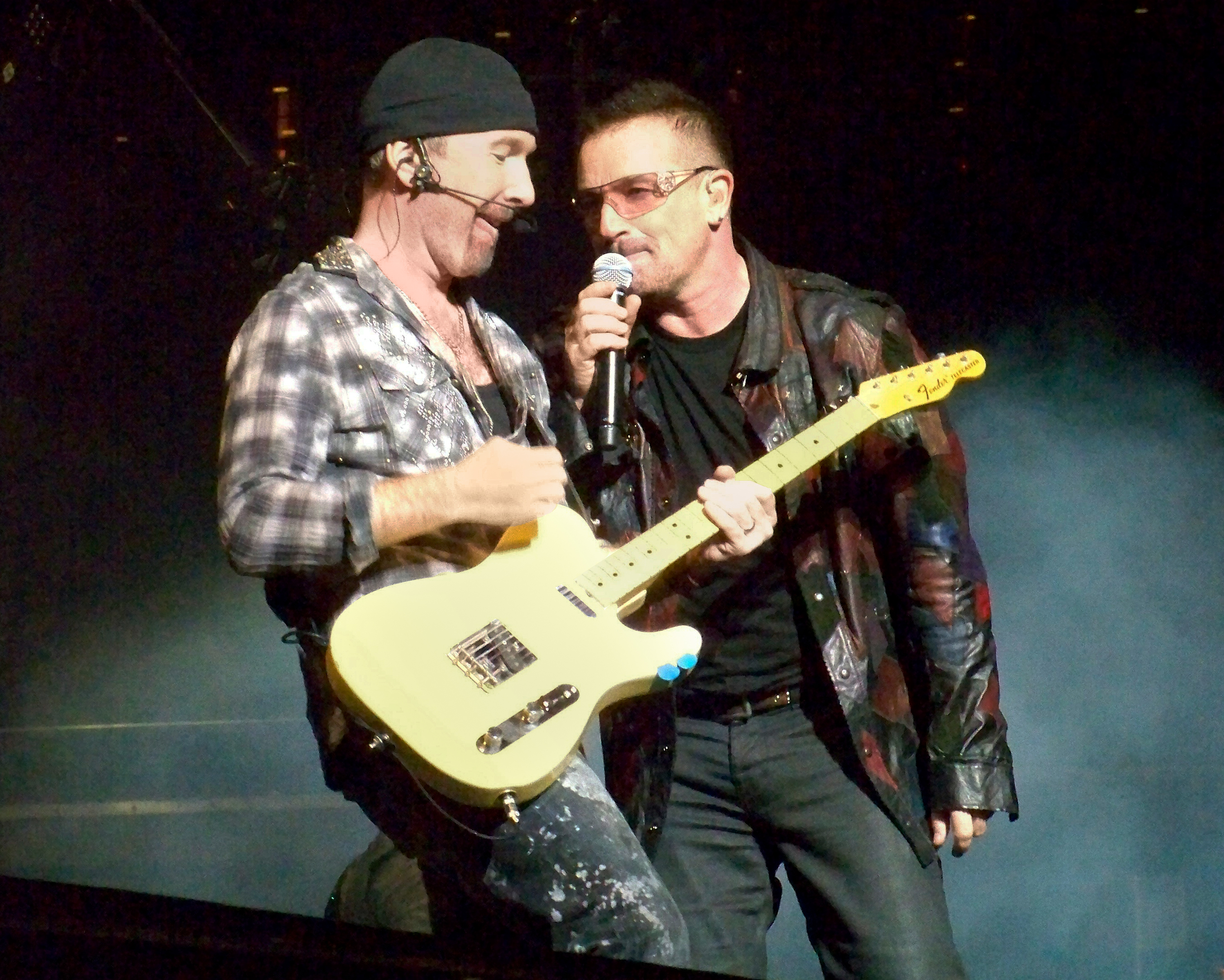
フォックスボロ公演でのボノとジ・エッジ（2009年）

2009年1月、バラク・オバマの大統領就任式『祝賀コンサート』に出演。キング牧師が「I Have a Dream」の演説を行ったリンカーン記念館で、「プライド」と「シティ・オブ・ブラインディング・ライツ」（City Of Blinding Lights）を披露した。2月にはアルバム『ノー・ライン・オン・ザ・ホライゾン』（No Line On The Horizon）を発表。ボノは「巡礼をテーマにしたより瞑想的なアルバム」と表現した。『U2 360° Tour』がスタートした。8月にはジ・エッジがジミー・ペイジ（レッド・ツェッペリン）、ジャック・ホワイト（元ザ・ホワイト・ストライプス）と共演した映画『ゲット・ラウド ジ・エッジ、ジミー・ペイジ、ジャック・ホワイト×ライフ×ギター』が公開（日本公開は2011年）。10月には『ベルリンの壁崩壊20周年記念式典』にバンドで出演しブランデンブルク門前でパフォーマンスした。12月から公開された映画『マイ・ブラザー』（日本公開は2010年）主題歌として「ウィンター」（Winter）を提供した。
2011年、東日本大震災で被災された方々への支援を目的としたコンピレーション・アルバム『ソングス・フォー・ジャパン』（Songs For Japan）へ「ウォーク・オン」（Walk On）を提供する。6月、ボノとジ・エッジが音楽を担当したブロードウェイ・ミュージカル『スパイダーマン：ターン・オフ・ザ・ダーク』（Spider-Man: Turn Off The Dark）が公開された。また、前年にボノの負傷により出演キャンセルしたイギリスのロック・フェスティバル『グラストンベリー・フェスティバル』にヘッドライナーとして出演した。

### 2012年 -
2012年、発売20周年を記念して2011年末にデラックス盤を含む複数種でリマスター再発売された『アクトン・ベイビー』（Achtung Baby）がBillboard 200で再び1位を獲得。2013年にはネルソン・マンデラの著書を原作とした映画『マンデラ 自由への長い道』主題歌に「オーディナリー・ラブ」（Ordinary Love）を提供した。
2014年2月、配信曲「インヴィジブル」（Invisible）を発表。配信開始24時間限定で無料ダウンロードできた。これは、バンク・オブ・アメリカが期間中ダウンロード1件につき上限200万ドル（約2億400万円）まで1ドルずつ「世界エイズ・結核・マラリア対策基金」に寄付を行うという取り決めになっていて、結果300万ドル（約3億600万円）を越える寄付金を集めることに成功したと報じられた。5月、アメリカの楽器メーカーフェンダーは、ボノとジ・エッジが取締役に就任したと発表した。
9月、カリフォルニア州クパチーノで開かれたアップルのイベントにメンバーが登場し、アルバム『ソングス・オブ・イノセンス』（Songs of Innocence）を全世界のiTunes Store利用者に無料配信することが発表された。5億人とも言われるユーザーに配信されたが、突如ライブラリに追加される仕組みにはユーザーの混乱を招き苦情もあったため、アップル側が削除ツールを公開する対策を講じた。無料配信された10月中旬までにおよそ8,100万人のユーザーがストリーミングし、およそ1,600万人のユーザーがダウンロードしたとされている。10月にはCD盤が発表された。
2015年、前篇後篇2部作となる映画『ソロモンの偽証』主題歌に「ウィズ・オア・ウィズアウト・ユー」を提供。日本映画へは初の楽曲提供となった。

## ライブの特徴

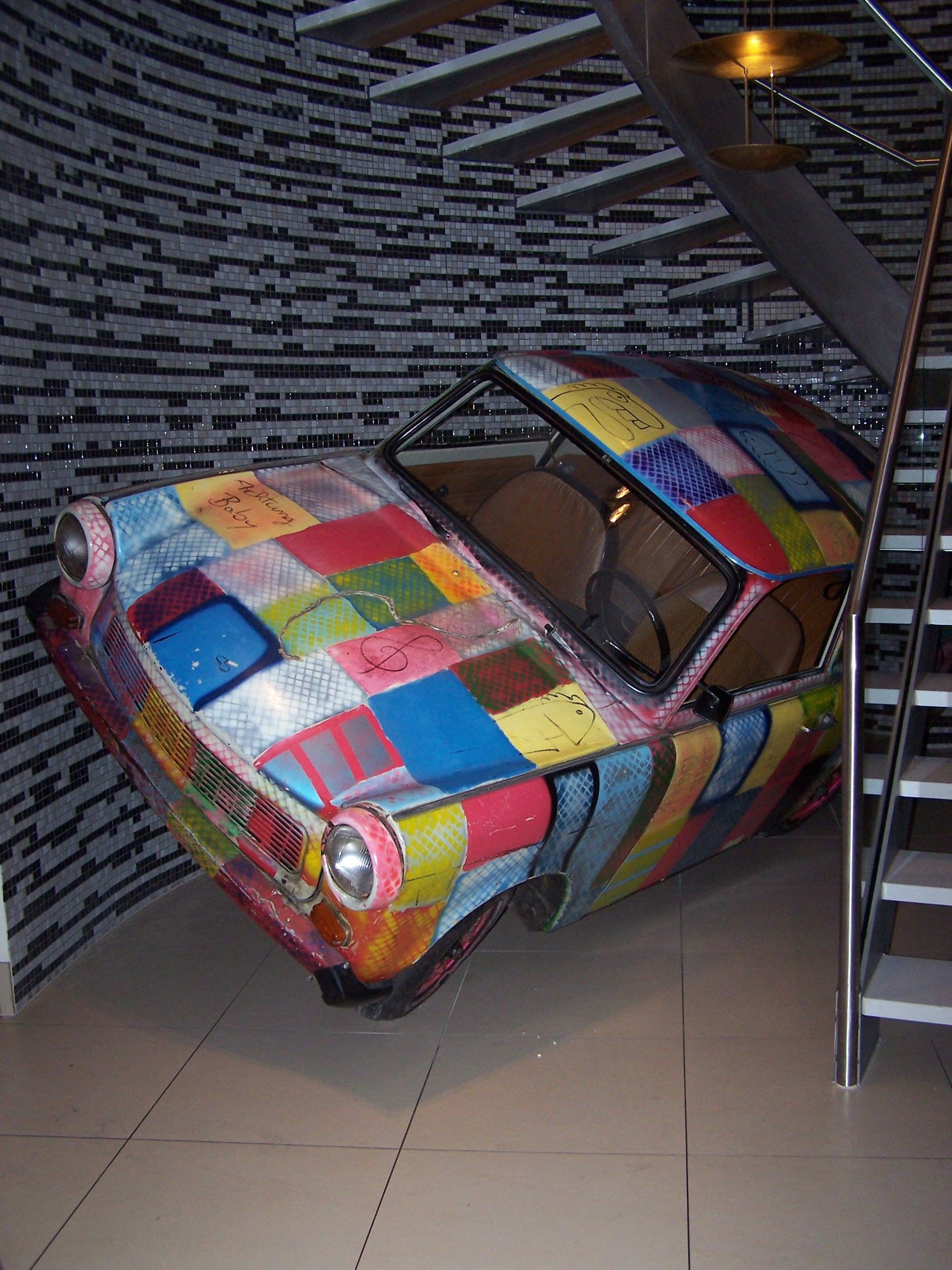
『ZOO TV TOUR』で照明として使用された「トラバント」

ライヴでは毎回異なるコンセプトでパフォーマンスを行い、独創的なステージセットやコンサートの規模、動員数、収益が話題となるバンドである。2006年にアメリカの雑誌『スピン』から「世界で最も良いライブを行う25バンド 第1位」に選出されている。
1992年から1993年にかけて行った『ZOO TV TOUR』ではステージ上に巨大なテレビを多数設置し、パフォーマンスに合わせて異なる映像やメッセージを流した。また、ドイツ車「トラバント」を照明として使用したり、会場の中央にまで花道を置くステージ設計など、当時としては画期的なステージセットであった。ライヴ中にはボスニア・ヘルツェゴビナ紛争下のサラエヴォを衛星中継で結び、包囲された市民の惨状を観客に伝えた。他には衛星中継でルー・リードと共演をしたこともあった。またMCでは、ボノが開催地のどこかへ電話をかけるコーナーがあり、フランスのミッテラン大統領（当時）、ドイツのコール首相（当時）、アメリカのホワイトハウス（ブッシュ大統領（当時）には繋いでもらえず）、大統領候補であったビル・クリントン（本人との会話に成功）などのほか、ピザ屋にピザ1万枚の宅配を注文したこともあった。1993年12月9日・10日に東京ドームで行われた日本公演では、初日が横綱曙（当時）、2日目は117番（NTTの時報ダイヤル）相手に「マドンナにつないでくれ」と言っていた（マドンナは当時来日中だった）。

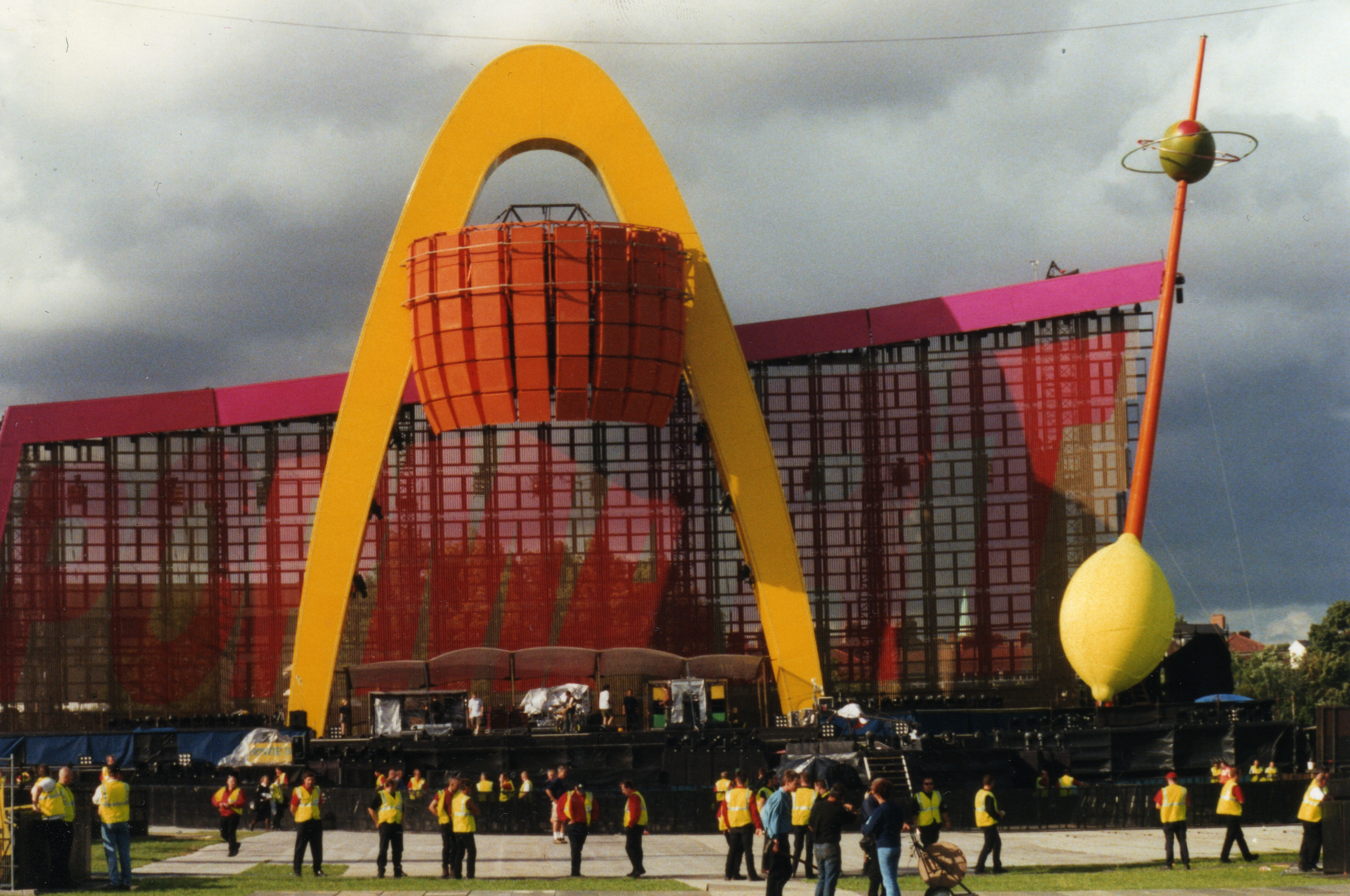
『POPMART TOUR』のステージセット

1997年から1998年に開催した『POPMART TOUR』では、高さ17m×幅51mの巨大スクリーンとミラーボール式のレモンのオブジェなど、総額約180億円もの費用をかけたスタジアム・ツアーとなった。ボスニア紛争停戦合意後の1997年には、北大西洋条約機構（NATO）平和維持軍監視下のサラエヴォで『POPMART TOUR』を開催。入場料収入の全額をボスニアの戦争孤児支援基金「ウォー・チャイルド」へ寄付した。

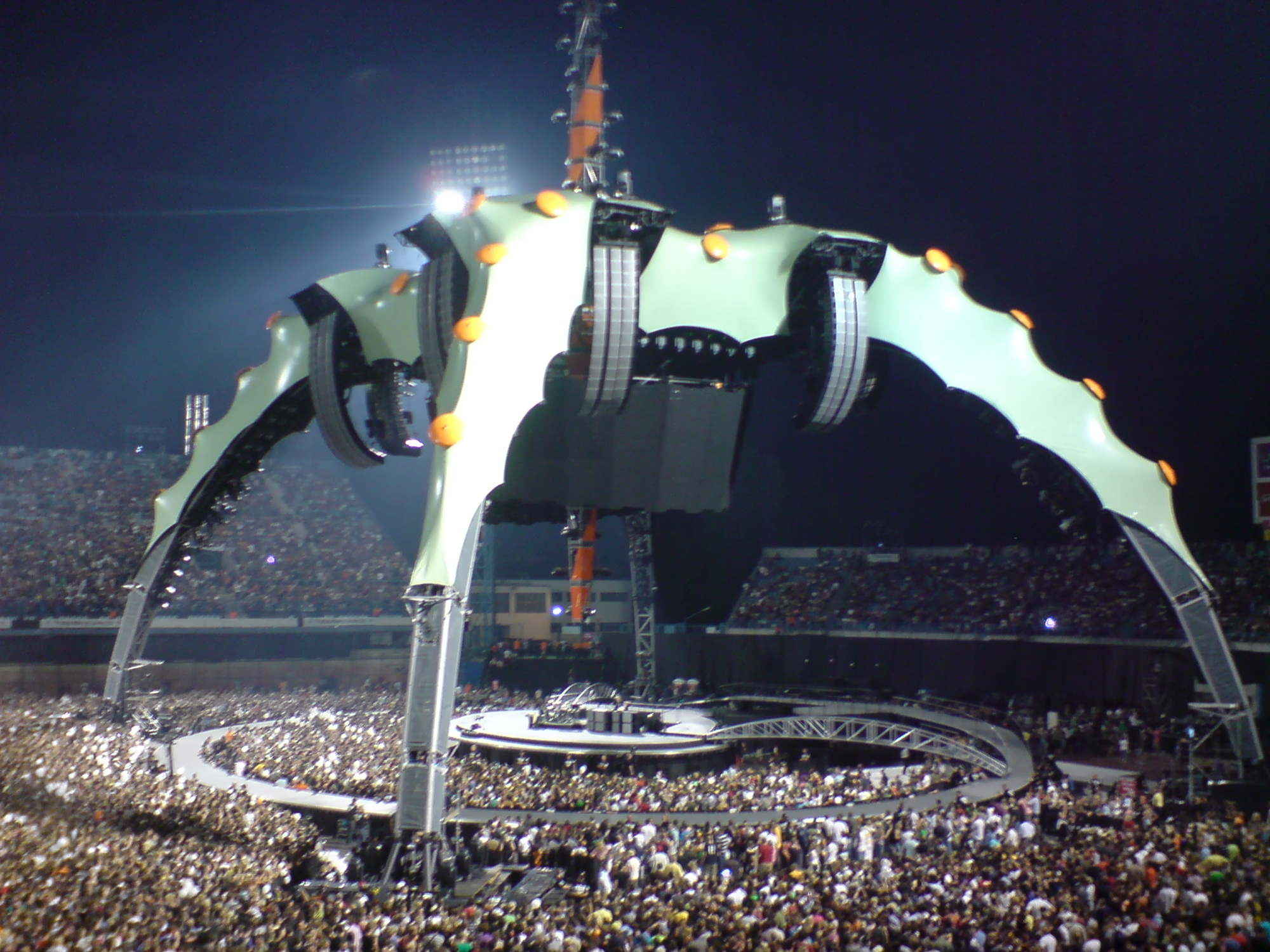
『U2 360° Tour』のステージセット

2001年に開催した『Elevation Tour』や、2005年から2006年に開催した『Vertigo Tour』では一見するとシンプルなステージに戻ったかのように見えたが、最先端の装置・照明・映像を駆使しており、バンドのこだわりが感じられる内容と演出になっていた。
2009年から2011年にかけて開催した『U2 360° TOUR』は、全110公演の興行収入が約7億3,614万ドル、観客総動員数が726万8,430人というこれまでに報道されたどのコンサートよりも高い数字を記録した。このツアーの成功で、改めてU2の世界的人気が根強いことを証明しただけでなく、通常よりも25％増しの観客を動員できる『ザ・クロウ』（The Claw、鉤爪）と名づけられた巨大なステージセット運営が成功したということになった。
　

## 影響
U2が少年期に大きく影響を受けたのは、ザ・フー、ザ・クラッシュ、テレヴィジョン、ラモーンズ、ビートルズ、ジョイ・ディヴィジョン、スージー・アンド・ザ・バンシーズ, エルヴィス・プレスリー、パティ・スミス や クラフトワーク。

## ディスコグラフィ

### スタジオ・アルバム
- 『ボーイ』 - Boy（1980年）
- 『アイリッシュ・オクトーバー』 - October（1981年）
- 『WAR(闘)』 - War（1983年）
- 『焰』 - The Unforgettable Fire（1984年）
- 『ヨシュア・トゥリー』 - The Joshua Tree（1987年）
- 『魂の叫び』 - Rattle and Hum（1988年）
- 『アクトン・ベイビー』 - Achtung Baby（1991年）
- 『ZOOROPA』 - Zooropa（1993年）
- 『ポップ』 - Pop（1997年）
- 『オール・ザット・ユー・キャント・リーヴ・ビハインド』 - All That You Can't Leave Behind（2000年）
- 『原子爆弾解体新書〜ハウ・トゥ・ディスマントル・アン・アトミック・ボム』 - How to Dismantle an Atomic Bomb（2004年）
- 『ノー・ライン・オン・ザ・ホライゾン』 - No Line on the Horizon（2009年）
- 『ソングス・オブ・イノセンス』 - Songs of Innocence（2014年）
- 『ソングス・オブ・エクスペリエンス』 - Songs of Experience（2017年）

### ライブ・アルバム
- 『ブラッド・レッド・スカイ=四騎=』 - Under a Blood Red Sky（1983年）

### コンピレーション・アルバム
- 『ザ・ベスト・オブU2 1980-1990』 - The Best of 1980–1990（1998年）
- 『ザ・ベスト・オブU2 1990-2000』 - The Best of 1990–2000（2002年）
- 『ザ・ベスト・オブU2 18シングルズ』 - U218 Singles（2006年）

## 受賞歴
1987年
- MTV Video Music Awards「ビューワーズ・チョイス」（「ウィズ・オア・ウィズアウト・ユー」）

1988年
- 第30回グラミー賞「年間最優秀アルバム賞」・「最優秀ロック・パフォーマンス デュオ/グループ」（『ヨシュア・トゥリー』）[58]
- 第2回日本ゴールドディスク大賞【洋楽】「ザ・ベスト・アルバム・オブ・ザ・イヤー」ロック・フォーク（グループ）部門（『ヨシュア・トゥリー』）[59]
- ブリット・アワード「ベスト・インターナショナル・グループ」[60]

1989年
- ブリット・アワード「ベスト・インターナショナル・グループ」[60]
- 第31回グラミー賞「最優秀ロック・パフォーマンス・デュオ/グループ」（「ディザイアー」）、「ベスト・パフォーマンス・ミュージック・ビデオ」（「約束の地」）[58]
- ジュノー賞「インターナショナル・エンターテイナー・オブ・ザ・イヤー」[61]
- MTV Video Music Awards「ベスト・ビデオ・フロム・ア・フィルム」（「ラヴ・カムズ・トゥ・タウン」）

1990年
- ブリット・アワード「ベスト・インターナショナル・グループ」[60]

1992年
- MTV Video Music Awards「ベスト・グループ・ビデオ」・「ベスト・スペシャル・エフェクツ・イン・ア・ビデオ」（「リアル・シング」）

1993年
- ブリット・アワード「ベスト・ライブ・アクト」[60]
- 第35回グラミー賞「最優秀ロック・パフォーマンス・デュオ/グループ」（『アクトン・ベイビー』）[58]
- ジュノー賞「インターナショナル・エンターテイナー・オブ・ザ・イヤー」[61]

1994年
- 第36回グラミー賞「最優秀オルタナティヴ・ミュージック・アルバム賞」（『ZOOROPA』）[58]

1995年
- 第37回グラミー賞「最優秀ロング・フォーム・ミュージック・ビデオ」（『Zoo TV：ライブ・フロム・シドニー』）[58]
- MTV Video Music Awards「インターナショナル・ビューワーズ・チョイス」（「ホールド・ミー、スリル・ミー、キス・ミー、キル・ミー」）

1998年
- ブリット・アワード「ベスト・インターナショナル・グループ」[60]

2001年
- ブリット・アワード「ベスト・インターナショナル・グループ」・「アウトスタンディング・コントリビューション・トゥ・ミュージック」[60]
- 第43回グラミー賞「年間最優秀レコード賞」・「年間最優秀楽曲賞」・「最優秀ロック・パフォーマンス・デュオ/グループ」（「ビューティフル・デイ）[58]
- MTV Video Music Awards「ビデオ・ヴァンガード・アワード」

2002年
- 第44回グラミー賞「年間最優秀レコード賞」（「ウォーク・オン」）、「最優秀ポップ・パフォーマンス賞デュオ/グループ」（「スタック・イン・ア・モーメント」）、「最優秀ロック・パフォーマンス・デュオ/グループ」（「エレヴェイション」）、「最優秀ロック・アルバム賞」（『オール・ザット・ユー・キャント・リーヴ・ビハインド』）[58]
- アメリカン・ミュージック・アワード「インターネット・ファン・アワード」

2003年
- 第60回ゴールデングローブ賞「主題歌賞」（「ザ・ハンズ・ザット・ビルト・アメリカ」）[62]

2005年
- 第31回ピープルズ・チョイス・アワード「フェイバリット・ミュージック・グループ/バンド」[63]
- 2005 NRJ Awards「功労賞」[63]
- 第47回グラミー賞「最優秀ロック・パフォーマンス・デュオ/グループ」・「最優秀ロック楽曲賞」・「最優秀ショート・フォーム・ミュージック・ビデオ」（「ヴァーティゴ」）[58]
- 第17回ワールド・ミュージック・アワード「ワールド・ベスト・セリング・ロック・アクト」[63]
- ビルボード・ミュージック・アワード「トップ・ツアリング・アーティスト」、「トップ・ドロー」、「トップ・ボックススコア」

2006年
- 第48回グラミー賞「年間最優秀アルバム賞」・「最優秀ロック・アルバム賞」（『原子爆弾解体新書〜ハウ・トゥ・ディスマントル・アン・アトミック・ボム』）、「年間最優秀楽曲賞」・「最優秀ロック・パフォーマンス・デュオ/グループ」（「サムタイムズ・ユー・キャント・メイク・イット・オン・ユア・オウン」）、「最優秀ロック楽曲賞」（「シティ・オブ・ブラインディング・ライツ」）[58]
- アムネスティ・インターナショナル「良心の大使賞」[64]

2007年
- 第19回ワールド・ミュージック・アワード「ベスト・セリング・アイリッシュ・アーティスト」[65]

2011年
- ビルボード・ミュージック・アワード「トップ・ツアリング・アーティスト」
- Qアワード2011「特別アクト賞」[66]

2012年
- ビルボード・ミュージック・アワード2012「トップ・ツアリング・アーティスト」

2014年
- 第71回ゴールデングローブ賞「主題歌賞」（「オーディナリー・ラブ」）[67]

ほか

## 来日公演
| 年                                     | 日                   | 場所                                                          |
| JAPAN TOUR '83                         | JAPAN TOUR '83       | JAPAN TOUR '83                                                |
| -------------------------------------- | -------------------- | ------------------------------------------------------------- |
| 1983年                                 | 11月22日             | フェスティバルホール                                          |
| 1983年                                 | 11月23日             | 瀬戸市文化センター（愛知県）                                  |
| 1983年                                 | 11月26日             | 渋谷公会堂                                                    |
| 1983年                                 | 11月27日             | 渋谷公会堂                                                    |
| 1983年                                 | 11月29日             | 東京厚生年金会館                                              |
| 1983年                                 | 11月30日             | 中野サンプラザ                                                |
| LOVE COMES TO TOWN TOUR WITH B.B. KING |                      |                                                               |
| 1989年                                 | 11月23日             | 横浜アリーナ                                                  |
| 1989年                                 | 11月25日             | 東京ドーム                                                    |
| 1989年                                 | 11月26日             | 東京ドーム                                                    |
| 1989年                                 | 11月28日             | 大阪城ホール                                                  |
| 1989年                                 | 11月29日             | 大阪城ホール                                                  |
| 1989年                                 | 12月1日              | 大阪城ホール                                                  |
| ZOO TV TOUR JAPAN                      |                      |                                                               |
| 1993年                                 | 12月9日              | 東京ドーム                                                    |
| 1993年                                 | 12月10日             | 東京ドーム                                                    |
| POPMART TOUR                           |                      |                                                               |
| 1998年                                 | 3月5日               | 東京ドーム                                                    |
| 1998年                                 | 3月11日              | 大阪ドーム                                                    |
| VERTIGO//2006 JAPAN                    |                      |                                                               |
| 2006年                                 | 4月4日               | 横浜国際総合競技場 （アーティスト側の都合により、11月に延期） |
| 2006年                                 | 11月29日（振替公演） | さいたまスーパーアリーナ                                      |
| 2006年                                 | 11月30日（振替公演） | さいたまスーパーアリーナ                                      |
| 2006年                                 | 12月4日（振替公演）  | さいたまスーパーアリーナ                                      |
| THE JOSHUA TREE TOUR 2019              |                      |                                                               |
| 2019年                                 | 12月4日              | さいたまスーパーアリーナ                                      |
| 2019年                                 | 12月5日              | さいたまスーパーアリーナ                                      |